# 富瓦西亚
富瓦西亚（法語：Foissiat，法語發音：[fwasja]）是法国东部安省的一个市镇，属于布雷斯地区布尔格区。

## 地理
富瓦西亚（46°22'13"N, 5°10'29"E）面积40.36 平方千米，位于法国奥弗涅-罗讷-阿尔卑斯大区安省，该省份为法国东部省份，北起汝拉省，西北接索恩-卢瓦尔省，西接罗讷省和里昂大都会，南至伊泽尔省，东与萨瓦省、上萨瓦省和瑞士接壤。
与富瓦西亚接壤的市镇（或旧市镇、城区）包括：科尔莫、雅亚、莱舍鲁、马拉夫雷塔兹、马尔博、皮拉茹、布雷斯瓦隆。

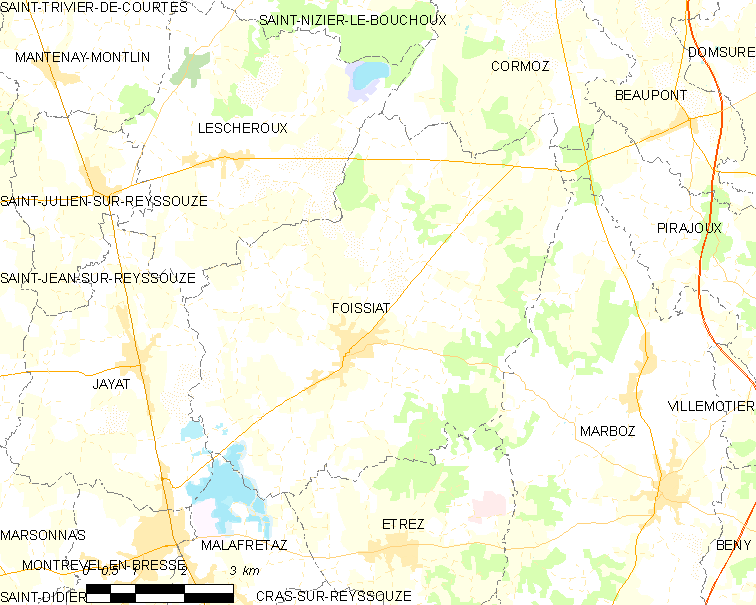
富瓦西亚的OSM定位图

富瓦西亚的时区为UTC+01:00、UTC+02:00（夏令时）。

## 行政
富瓦西亚的邮政编码为01340，INSEE市镇编码为01163。

## 政治
富瓦西亚所属的省级选区为阿蒂尼亚县。

## 人口

1962-2008年间富瓦西亚人口变化图示

富瓦西亚于2022年1月1日时的人口数量为2024人。